# جان واتسون (نظامی)
جان واتسون (انگلیسی: John Watson; ۶ سپتامبر ۱۸۲۹ – ۲۳ ژانویهٔ ۱۹۱۹) فرد نظامی اهل پادشاهی متحد بریتانیای کبیر و ایرلند بود. وی همچنین برندهٔ جوایزی همچون صلیب ویکتوریا شده‌است.